# Proceratium diplopyx
Proceratium diplopyx (лат.) — вид мелких муравьёв из подсемейства Proceratiinae (Formicidae). Эндемики Мадагаскара.

## Распространение
Мадагаскар.

## Описание
Мелкие муравьи с загнутым вниз и вперёд кончиком брюшком (длина рабочих до 5,86 мм; длина глаз составляет 0,12 мм). От близких видов отличается следующими признаками: первый тергит брюшка сильно гипертрофирован и выступает кзади; членики жгутика усика немного длиннее своей ширины; передние голени с базальным шипиком. Средние голени с гребенчатыми шпорами. Нижнечелюстные щупики 4-члениковые, нижнегубные щупики состоят из 3 сегментов. Окраска коричневая. Предположительно, как и другие близкие виды охотятся на яйца пауков и других членистоногих.

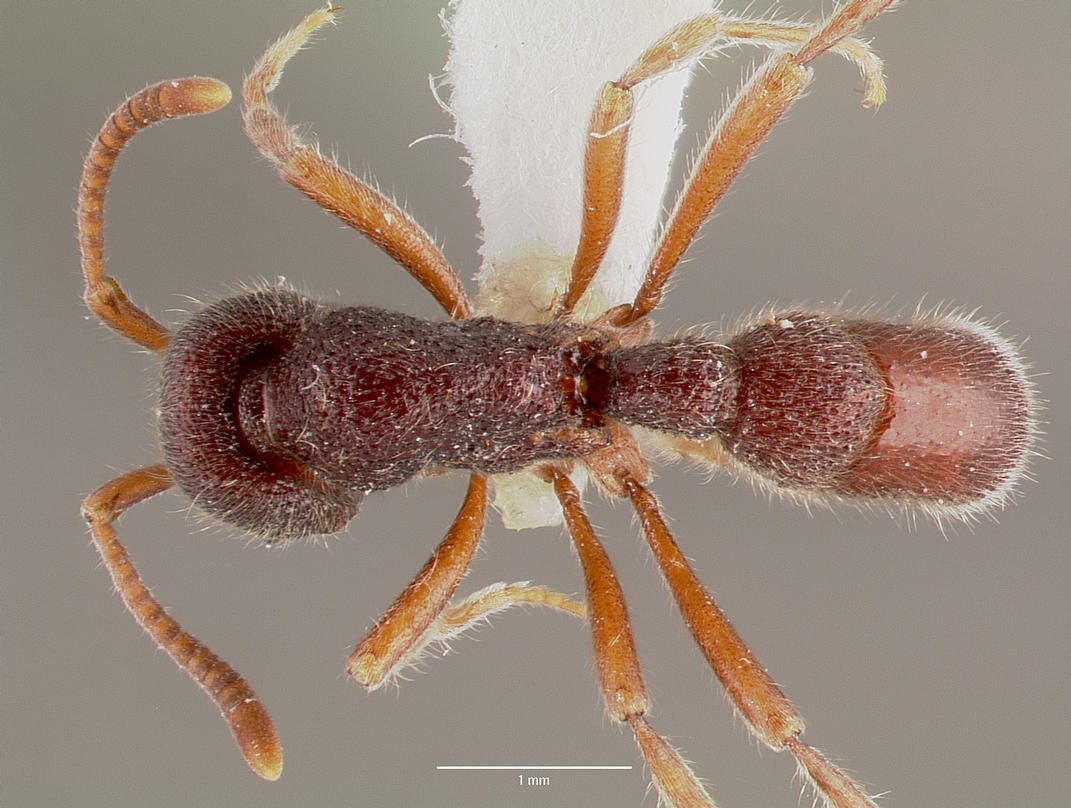
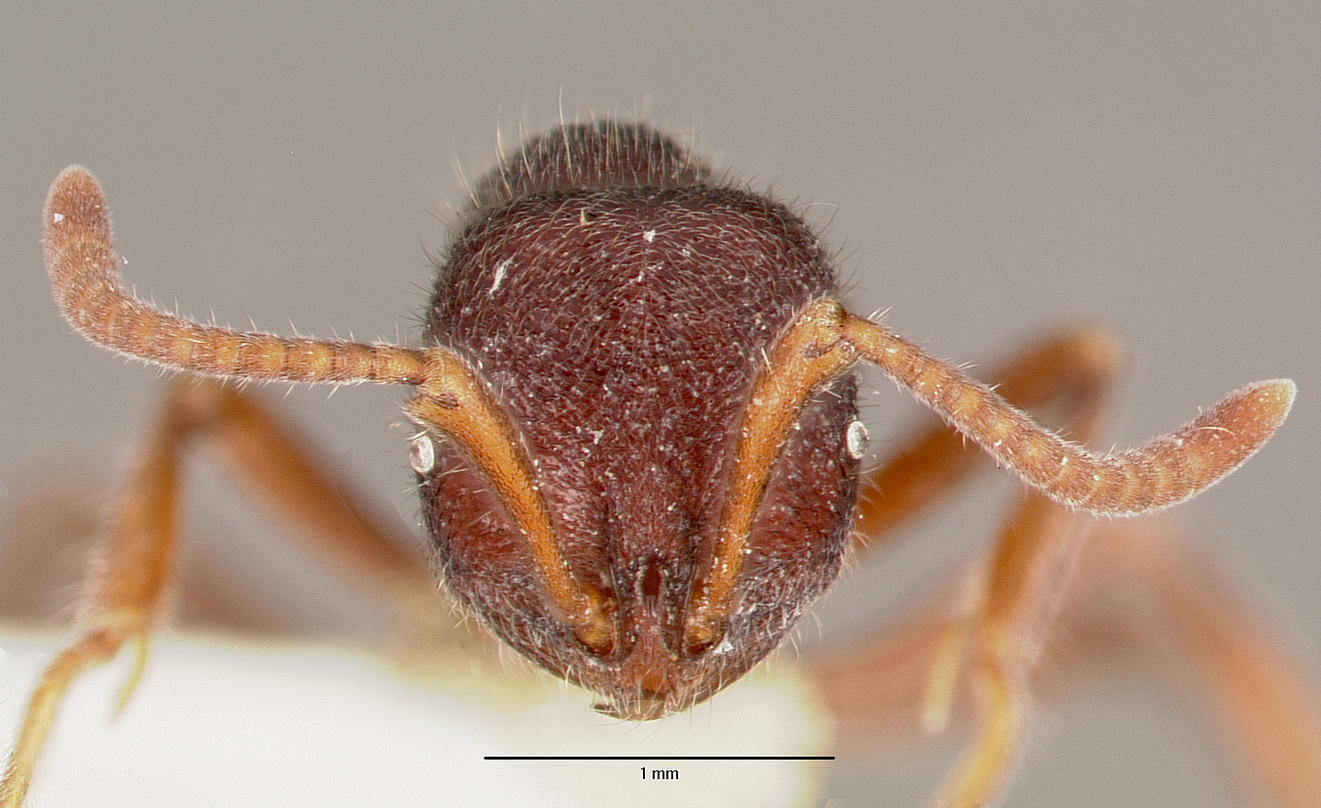

## Классификация
Относится к группе видов из клады Proceratium stictum.